# Verkehrsgesellschaft Meißen
Die Verkehrsgesellschaft Meißen mbH (VGM) ist ein Verkehrsunternehmen im ÖPNV des Landkreises Meißen. Die Buslinien sowie die Fähren der VGM sind in den Verkehrsverbund Oberelbe (VVO) eingebunden. Das Verkehrsgebiet umfasst den Landkreis Meißen sowie Teile der Stadt Wilsdruff im benachbarten Landkreis Sächsische Schweiz-Osterzgebirge.
Zum Fahrplanwechsel im Dezember 2009 übernahm die VGM alle Linien der Kreisverkehrsgesellschaft Riesa-Großenhain, die zu einer reinen Management-Gesellschaft für den Busverkehr im Landkreis umfirmiert wurde.

## Liniennetz
Das Angebot der VGM umfasst 105 Buslinien sowie vier Elbfähren. Zudem verläuft durch das Einzugsgebiet des Unternehmens die Straßenbahnlinie 4 der Dresdner Verkehrsbetriebe (DVB). In Meißen gibt es ein Anruf-Sammel-Taxi und die Stadtrundfahrt Meißen. Die Haupt-Linien 409, 416, 418, 421 und 424 verkehren seit dem 10. Juni 2018 als sogenannte „PlusBusse“, die betroffenen Liniennummern sind mit einem Plus hinterlegt. Am 9. Dezember 2018 kam die neue PlusBus-Linie 477 (Dresden – Moritzburg – Radeburg – Großenhain) hinzu, die die Linien 326 und 457 ersetzte. Zum selben Zeitpunkt wurde das neue Radebeuler Busnetz eingeführt. Die Linie 327 ging dabei in zwei neuen Buslinien auf, der Linie 475 (Dippelsdorf – Radebeul-Kötzschenbroda) und der Linie 476 (Dresden-Trachau – Radebeul-Kötzschenbroda). Ebenfalls wurden drei Linien umnummeriert, die Linie 328 wurde zur 478, die 331 zur 423 und die 334 zur 425. Die Elbfähren F29 Riesa–Promnitz und F30 Strehla–Lorenzkirch wurden am 1. April 2021 in den VVO-Tarif integriert und werden seitdem von der VGM betrieben.

### StadtverkehrGroßenhain
| Linie | Verbindung                                              |
| ----- | ------------------------------------------------------- |
| A     | Großraschütz – Kleinraschütz – Frauenmarkt – Kupferberg |

### Stadtverkehr Meißen
| Linie | Verbindung                                                                                        |
| ----- | ------------------------------------------------------------------------------------------------- |
| A     | Korbitz – / Schletta – Busbahnhof – Spaar                                                         |
| B     | (Schletta –) / Korbitz – Obermeisa – Busbahnhof – Cölln – Zaschendorf – Spaar                     |
| C     | Buschbad – Triebischtal – Busbahnhof – Bohnitzsch, Krankenhaus                                    |
| E     | Porzellan-Manufaktur – Albrechtsburg/Dom (Stadtrundfahrt mit Kleinbus, nur von April bis Oktober) |

### StadtverkehrRiesa
| Linie | Verbindung                                                             |
| ----- | ---------------------------------------------------------------------- |
| A1    | Mergendorf – Busbahnhof – Alleestraße – Weida – Pausitz – Goethestraße |
| A2    | Goethestraße – Pausitz – Weida – Alleestraße – Busbahnhof – Mergendorf |
| B     | Humboldtring – Goethestraße – Busbahnhof – Weida – Mautitz/Merzdorf    |
| C     | Busbahnhof – Merzdorf                                                  |
| D     | Humboldtring – Goethestraße – Alleestraße – Pochra/Merzdorf – Canitz   |
| E     | Busbahnhof – Lommatzscher Straße – Mergendorf                          |

### Regionalbusverkehr
| Linie | Verbindung                                                                |
| ----- | ------------------------------------------------------------------------- |
| 400   | Coswig – Radebeul – Dippelsdorf (weiter als Linie 475)                    |
| 401   | Meißen – Sörnewitz – Coswig                                               |
| 402   | Coswig – Sörnewitz – Neusörnewitz                                         |
| 403   | Weinböhla – Steinbach – Radeburg                                          |
| 404   | Meißen – (Scharfenberg – Naustadt) – Gauernitz – Cossebaude               |
| 404N  | (von DVB-Linie 68) Cossebaude – Meißen (Nachtbuslinie)                    |
| 405   | Coswig – Moritzburg – Radeburg                                            |
| 407   | Meißen – Diesbar – Seußlitz – Nünchritz                                   |
| 408   | Meißen – Jessen – Meißen                                                  |
| +409  | Meißen – Priestewitz – Großenhain                                         |
| 410   | Großenhain – Blattersleben – Gävernitz                                    |
| 411   | Meißen – Neusörnewitz – Weinböhla (weiter als Linie +421)                 |
| 412   | Meißen – Krögis – Nossen                                                  |
| 413   | Meißen – Miltitz – Tanneberg                                              |
| 414   | Meißen – Taubenheim – Schmiedewalde/Tanneberg                             |
| 415   | Meißen – Kleinzadel – Löbsal                                              |
| +416  | Meißen – Zehren – Lommatzsch – Churschütz – Meila – Döbeln                |
| 417   | Meißen – Niederjahna – Deila – Ziegenhain – Leuben – Mertitz – Lommatzsch |
| +418  | Meißen – Miltitz – Nossen – Rüsseina                                      |
| 419   | Lommatzsch – Neckanitz – Churschütz – Lommatzsch                          |
| 420   | Nossen – Ziegenhain – Lommatzsch                                          |
| +421  | Meißen – Niederau – Weinböhla (weiter als Linie 411)                      |
| 422   | Meißen – Krögis – (Ziegenhain) – Rüsseina                                 |
| 423   | Wilsdruff – Klipphausen – Weistropp – Cossebaude                          |
| +424  | Nossen – Klipphausen – Dresden Hauptbahnhof                               |
| 425   | Nossen – Wilsdruff                                                        |
| 426   | Meißen – Scharfenberg – Pegenau                                           |
| 427   | Lommatzsch – Leuben – Lommatzsch                                          |
| 428   | Meißen – Lercha – Ullendorf – Röhrsdorf – Klipphausen – Wilsdruff         |
| 429   | Lommatzsch – Barmenitz – Striegnitz – Lommatzsch                          |
| 430   | Lommatzsch – Prausitz – Riesa                                             |

| Linie | Verbindung                                                                                       |
| ----- | ------------------------------------------------------------------------------------------------ |
| 431   | Riesa – Seerhausen – Staucha – Lommatzsch                                                        |
| 432   | Riesa – Canitz – Strehla – Kleinrügeln                                                           |
| 433   | Riesa – Oppitzsch – Strehla – Außig – Mühlberg                                                   |
| 437   | Riesa – Jacobsthal – Mühlberg                                                                    |
| 439   | Riesa – Zeithain – Gröditz – Nieska – Schweinfurth                                               |
| 440   | Riesa – Wülknitz – Gröditz                                                                       |
| 441   | Riesa – Zeithain – Nünchritz – Roda                                                              |
| 442   | Strehla – Riesa – Zeithain – Nünchritz                                                           |
| 443   | Prausitz – Stauchitz                                                                             |
| 445   | Zehren – Prausitz – Riesa                                                                        |
| 446   | Meißen – Zehren – Niederlommatzsch – Bahra – Althirschstein – Riesa                              |
| 450   | Großenhain – Nünchritz – Moritz – Riesa                                                          |
| 451   | Großenhain – Colmnitz – Nünchritz/Riesa                                                          |
| 453   | Großenhain – Lampertswalde – Blochwitz                                                           |
| 454   | Großenhain – Brößnitz – Großthiemig                                                              |
| 455   | Großenhain – Ponickau – Naundorf                                                                 |
| 456   | Großenhain – Sacka – Radeburg                                                                    |
| 458   | Großenhain – Böhla – Moritzburg                                                                  |
| 459   | Weinböhla – Niederau – Großdobritz                                                               |
| 460   | Großenhain – Auer – Coswig                                                                       |
| 461   | Großenhain – Zabeltitz – Gröditz                                                                 |
| 462   | Großenhain – Uebigau – Gröditz                                                                   |
| 463   | Großenhain – Priestewitz – Lenz – Altleis – Böhla – Priestewitz – Großenhain                     |
| 467   | Großenhain – Adelsdorf – Walda – Großenhain                                                      |
| 475   | Radebeul-Kötzschenbroda – Radebeul Ost – Boxdorf – Dippelsdorf (weiter als Linie 400)            |
| 476   | Radebeul-Kötzschenbroda – Niederlößnitz – Radebeul Ost – Dresden-Trachau (Kleinbus)              |
| +477  | Großenhain – Radeburg – Moritzburg – Dresden                                                     |
| 478   | Radeburg – Berbisdorf – Bärnsdorf – Volkersdorf – Dresden                                        |
| 500   | Krögis – Mehren – Löthain – Krögis – Leutewitz – Krögis (Bürgerbus Käbschütztal)                 |
| 501   | Lommatzsch – Piskowitz – Daubnitz – Lommatzsch – Lahme Henne – Lommatzsch (Bürgerbus Lommatzsch) |
| M     | Meißen Roßmarkt – Weinböhla – Auer – Moritzburg (nur von April bis Oktober) („FahrradBUS“)       |

### Schulverkehr
Speziell für den Schülerverkehr im Landkreis betreibt die Verkehrsgesellschaft Meißen im Auftrag des Landkreises Meißen 31 Linien.
| Linie | Schule / Verbindung                                                                                      |
| ----- | --- |
| 100   | Afra-Schule Meißen: Busbahnhof – Bohnitzsch – Afra-Schule                                                |
| 110   | Coswig – Kötitz – Brockwitz                                                                              |
| 120   | Zehren – Niederlommatzsch – Lommatzsch                                                                   |
| 121   | Soppen – Rüsseina – Lommatzsch                                                                           |
| 123   | Mehltheuer – Dörschnitz                                                                                  |
| 124   | Pahrenz – Trogen                                                                                         |
| 125   | Lommatzsch – Schletta – Nössige                                                                          |
| 140   | Miltitz – Kettewitz – Burkhardswalde                                                                     |
| 152   | Meißen – Nieschütz – Diera – Jessen – Weinböhla                                                          |
| 170   | Grundschule Krögis: Niederjahna – Krögis                                                                 |
| 180   | Scharfenberg – Polenz – Gauernitz                                                                        |
| 190   | Röhrsdorf – Scharfenberg – Meißen                                                                        |
| 230   | Grundschule Raußlitz: Krögis – Ziegenhain – Raußlitz                                                     |
| 231   | Oberschule Nossen/Grundschule Raußlitz: Nossen – Raußlitz                                                |
| 232   | Grundschule Raußlitz: Starbach – Raußlitz                                                                |
| 234   | Grundschule Raußlitz: Raußlitz – Klessig – Stahna – Starbach                                             |
| 235   | Oberschule Nossen/Grundschule Nossen: Raußlitz – Starbach                                                |
| 250   | Sprachheilschule Sörnewitz: Weinböhla – Niederau – Meißen – Sörnewitz                                    |
| 252   | Grundschule Nossen: Nossen – Gleisberg – Rüsseina – Pröda                                                |
| 254   | Lernförderschule Meißen/Johannes Grundschule Meißen: Hbf – Cölln, Herbert-Böhme-Straße – Spaar, Boselweg |
| 256   | Miltitz – Kettewitz – Seeligstadt                                                                        |
| 260   | Radeburg – Coswig                                                                                        |
| 270   | Radebeul – Coswig                                                                                        |
| 280   | Coswig – Radeburg                                                                                        |
| 290   | Grundschule Nossen: Scharfenberg – Nossen                                                                |
| 291   | Grundschule Nossen: Tanneberg – Nossen                                                                   |
| 310   | Grundschule Pulsen: Wülknitz – Koselitz – Pulsen                                                         |
| 311   | Grundschule Gröditz: Gröditz – Nauwalde – Spansberg                                                      |
| 312   | Grundschule Gröditz/Schulzentrum Nünchritz: Nünchritz – Glaubitz – Marksiedlitz                          |
| 313   | Tiefenau – Wülknitz – Pulsen – Gröditz                                                                   |
| 315   | Trinitatisschule Riesa: Bahnhof – Friedrich-Engels-Straße                                                |

### Sonstige Verkehrsmittel
Die VGM betreibt die Fähren F24 von Coswig nach Gauernitz, F28 von Diesbar nach Niederlommatzsch. Am 1. April 2021 kamen die F29 von Riesa nach Promnitz sowie die F30 von Strehla nach Lorenzkirch dazu. Die Stadtrundfahrt Meißen (Kleinbus) verkehrt von April bis Oktober täglich in der Meißner Altstadt.
Innerhalb des Verkehrsverbundes Oberelbe (VVO) beteiligt sich die VGM am Schienenersatzverkehr für Zug- und Tramverbindungen.
Bei aktuellen Anlässen werden Sonder- und Extrafahrten angeboten.

## Service
Die VGM betreibt in Meißen ein Kundenzentrum und ein Kundenzentrum in Großenhain. In Meißen und Riesa existiert je ein Betriebshof, weitere kleinere Betriebshöfe gibt es in Coswig, Nossen, Lommatzsch, Gröditz und Mühlberg. In Coswig, Nossen und weiteren Orten können Fahrkarten außerdem auch bei Vertriebspartnern erworben werden.
Außerdem besteht die Möglichkeit der Bus- oder Schiffsanmietung. Dafür stehen auch Museumsbusse (Robur LO 3000 und IFA H6B) sowie das Fährschiff Bosel zur Verfügung.